# 패밀리 트레이너

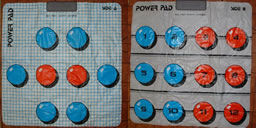
북미판 파워 패드

《패밀리 트레이너》(일본어: ファミリートレーナー, Power Pad, Family Trainer, Family Fun Fitness)는 반다이가 1988년에 패밀리 컴퓨터용으로 발매한 바닥에 펼쳐서 사용하는 매트 컨트롤러이다. 유럽에서는 패밀리 펀 휘트니스(Family Fun Fitness)란 이름으로 발매되었고, 미국에서는 파워 패드란 이름으로 발매되었다.
회색에 신축성 있는 플라스틱으로 이루어진 두 개의 층 사이에 12개의 압력 센서가 부착된 형태였다. 1988년에 일본에서 패밀리 컴퓨터의 패밀리 휘트니스 팩으로 처음 판매되었다가, 나중에 닌텐도가 권리를 사 1989년 미국에 ‘파워 패드’란 이름으로 게임 ‘월드 클래스 트랙 미트’와 함께 북미에도 판매하기 시작했다.
패밀리 트레이너는 보통 여러 가지 게임을 하기 위해 비디오 화면 앞에다 펼쳐놓아서 두 번째 게임 컨트롤러 포트에다가 끼워 사용한다. 그런 다음 플레이어는 큰 버튼들을 눌러가며 게임을 플레이한다. 매트에는 여덟 가지 버튼이 있는 사이드 A 부분과, 1부터 12까지 숫자 버튼이 있는 사이드 B 총 두 가지 면이 있었다. 사이드 B가 A에 비해서 자주 사용되었다.
패밀리 트레이너를 사용하는 게임들은 흔히 플레이어의 기억력, 달리는 속도, 타이밍, 조정력들을 테스트하거나, 재생되는 음악과 함께 스텝을 밟는 형식이었다. 나중에 댄스 댄스 레볼루션과 같은 게임에서 패밀리 트레이너의 작동 방법과 유사한 컨트롤러(댄스 패드를 참조하라)를 사용하는 게임이 생겨났다.
하지만 패밀리 트레이너의 조작 방법은, 공동주택이나 집의 2층 이상에서 이용하는 경우, 실내가 크게 흔들리거나 소음이 발생하는 일이 있고 또 장소를 차지하는 바람에 실용적인 이용이 곤란한 가정이 많았다. 때문에 다리가 아닌 양손으로 매트를 두드리는 등 궁리한 끝에 사용하는 가정도 있었다.

## 지원하는 게임
아래는 패밀리 트레이너와 호환되는 게임이다. 괄호 안의 숫자는 일본 발매일.
- 애틀랜틱 월드 (1986.11.12)
- 러닝 스테디움 (1986.12.23)
- 에어로빅스 스튜디오 (1987.02.26)
- 조깅 레이스 (1987.05.28)
- 미로대작전 ((迷路大作戦, 1987.07.31)
- 맨해탄 폴리스 (1987.08.31), 북미에서는 '스트리트 캅'
- 패미터 대운동회 (ファミトレ大運動会, 1987.11.27) 북미에서는 '수퍼 팁 게임즈'
- 돌격! 풍운! 다케시 성 (突撃!　風雲!　たけし城, 1987.12.28)
- 풍운! 다케시 쇼지 (風雲!　たけし城二, 1988.12.20)
- 와! 콜시즈 (来来!キョンシーズ, 1989.01.26)
- 쇼토 오더/에그스플로드! (Short Order/Eggsplode!, 1989.12)